# Boris Melnikov
Pour les articles homonymes, voir Melnikov.
Boris Borisovich Melnikov (en russe : Борис Борисович Мельников), né le 16 mai 1938 et mort le 5 février 2022 à Saint-Pétersbourg, est un escrimeur soviétique pratiquant le sabre. Il a été champion olympique de sabre avec l'équipe d’URSS en 1964.

## Palmarès
- Jeux olympiques
  -  Champion olympique de sabre par équipe aux Jeux olympiques de 1964 à Tokyo[2]
- Championnats du monde
  -  Médaille d'or par équipes aux championnats du monde 1965 à Paris
  -  Médaille d'or par équipes aux championnats du monde 1967 à Montréal